# 11-та окрема бригада армійської авіації «Херсон»
11-та окрема бригада армійської авіації «Херсон» (11 ОБрАА, в/ч А1604, пп В4067) — військове формування армійської авіації України чисельністю у бригаду. Базується в с. Чорнобаївка Херсонської області. Підпорядковується безпосередньо командуванню Сухопутних військ.

## Історія
12 січня 1992 року, після розпаду СРСР, 320-й окремий вертолітний полк склав присягу на вірність Україні.
Під час війни в Абхазії особовий склад та вертольоти частини разом із іншими авіаз'єднаннями брали участь в евакуації мирного населення з Кодорської ущелини.
1994 року з'єднання разом із декількома іншими військовими частинами утворило 2-гу бригаду армійської авіації Одеського військового округу. З 20 серпня 2003 року — 11-й полк авіації у складі 79-ї аеромобільної бригади.
Станом на 2013 рік, полк було розгорнуто до бригади.

### Російсько-українська війна
З початком російської агресії підрозділи бригади були залучені до підсилення українських військ на адміністративному кордоні з Кримом.
18 березня 2015 року 168 бійців бригади були виведені з зони бойових дій на Донбасі. За цей час бригада втратила загиблими 3 бійців.
1 грудня 2018 року бригада отримала відремонтований Мі-8МТ.
14 жовтня 2019 року бригаді було присвоєно почесне найменування «Херсон».

## Оснащення
На озброєнні вертольоти Мі-2, Мі-8 і Мі-24 різних модифікацій.

## Командування
- полковник Корольов Борис Анатолійович
- полковник Крамаренко Валентин Іванович
- полковник Іващенко Юрій Михайлович
- полковник Чуп Василь Васильович
- полковник Шлюхарчук Тарас Володимирович
- полковник Саміленко Максим Михайлович
- полковник Мінаков Руслан Вікторович

## Символіка
На нарукавному знаку бригади в зеленому полі переплетено дві крокви — срібну та блакитну.

## Втрати
- Тихолоз Андрій Павлович, майор, загинув 13 червня 2014 в районі Амвросіївки, вилетівши на завдання з евакуації поранених.
- Меленчук Олександр Михайлович, капітан, загинув 11 липня 2014.
- Арциленко Дмитро Юрійович, майор, помер 12 серпня 2014 в шпиталі, був поранений у голову 7 серпня 2014, під час обстрілу санітарного гелікоптера Мі-8 поблизу Савур-Могили.

### 2022
- 4 березня 2022 — Пентела Юрій Дмитрович. Загинув на Донеччині при збитті ракетою евакуаційного гелікоптера в районі Великої Новосілки Волноваського району[9].
- 23 квітня 2022; майор Колісніченко Сергій Олександрович

### 2024
- 13 лютого 2024; капітан Іванцов Всеволод Павлович
- 11 травня 2024; молодший сержант Романюк Роман Степанович

## Вшанування

### Нагороджені
18 грудня 2014 року понад 25 державних нагород (Орден Данила Галицького, ордени «За мужність» III ст., медалі «За військову службу Україні») були вручені бійцям бригади. Орденом Богдана Хмельницького III ступня були нагороджені посмертно майори Андрій Тихолоз та Дмитро Арциленко.